# Acronicta acla
Acronicta acla là một loài bướm đêm trong họ Noctuidae.